# Simoni
Simoni var i kirken betegnelsen for at modtage åndelige eller kirkelige goder for penge eller gods, og var en forbrydelse efter kanonisk ret. Navnet stammer fra Simon Mager der ifølge Apostlenes Gerninger (8, 18-24) ville købe evnen til at meddele Helligånden ved håndspålæggelse. Forsøget blev afvist, og simoni har derfor altid været forbudt indenfor den kristne kirke. På Første Laterankoncil i 1123 blev dette forbud fornyet i Den katolske kirke. I de fleste andre kirker findes det også klare regler som forbyder fænomenet.
Især i middelalderens investiturstrid der handlede om sammenblandingen mellem kirkelig og verdslig autoritet var der store problemer med simoni, da mange gjorde karriere ved at købe sig et kirkeligt embede. Verdslige herskere udnyttede også muligheden til at placere loyale personer i embeder gennem bestikkelser.
Den kanoniske ret straffede i Simonisager begge implicerede parter med suspension og ekskommunikation. Simoni gjaldt ikke kun erhvervelse af embeder, men også forvaltning af sakramenter, salg af relikvier og optagelse i gejstlige ordener.
Også efter reformationen har man haft problemer med simoni, i Danmark begunstiget af patronatsretten til præstekaldene. Det førte til at man i Danske Lov fastsatte at den som til et præsteembede indvies, forpligtes til at gjøre sin højeste ed for Superintendanten, at han hverken selv eller ved andre har budet, givet eller lovet nogen gave for at bekomme Kaldet; Denne simonied blev først afskaffet i 1870, hvor den blev afløst af en tilsvarende om at man ikke har noget uhæderligt middel til at få embedet.